# Marat Arakelian
Marat Arsen Arakelian (né le 15 janvier 1929 et mort le 20 janvier 1983) est un astronome arménien, spécialiste de l'astrophysique théorique et de l'astronomie extragalactique. Il est surtout connu pour son catalogue de « Galaxies à haute luminosité de surface », une liste de 621 objets ayant une luminosité de surface d'une magnitude d'au moins 22,0 sur une zone d'une seconde d'arc carrée. Le catalogue arakélien (d) est ainsi devenu une source dans l'étude des noyaux galactiques actifs.

## Jeunesse et formation
Arakelian est né à Goris, en République socialiste soviétique arménienne (aujourd'hui la République d'Arménie). Il fréquente l'Université d'État d'Erevan (YSU) dans le département de mathématiques physiques et obtient son diplôme en 1951. Il est parmi les premiers étudiants de l'YSU spécialisés en astrophysique. 
Arakelian est affecté à l'Observatoire d'astrophysique de Byurakan (BAO), où il travaille d'abord comme assistant astronome, puis comme associé de recherche junior. Il termine ses études de troisième cycle à l'Université d'État de Leningrad (aujourd'hui Université d'État de Saint-Pétersbourg) en 1955 et défend son doctorat en 1956.

## Carrière

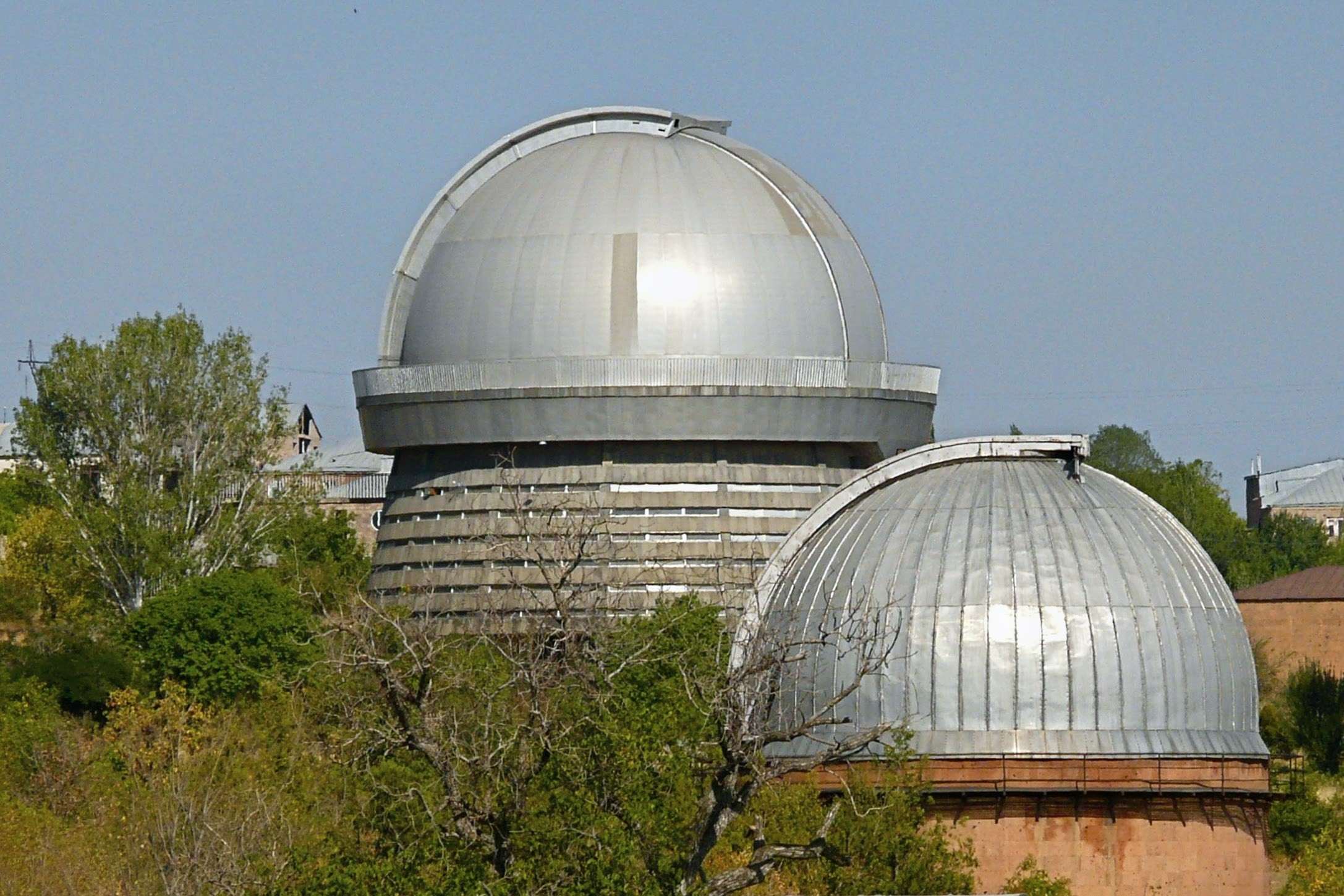
L'Observatoire Byurakan en 2008.

De 1957 à 1959, en plus de son travail à l'observatoire, Arakelian est professeur au département d'astrophysique de l'Université d'État d'Erevan. Aralekian travaille ensuite à l'Université d'État de Leningrad de 1960 à 1966. Après avoir reçu le titre de professeur agrégé en 1966, Arakelian rejoint de nouveau le personnel de l'Observatoire d'astrophysique de Byurakan, combinant ses recherches avec un poste de chargé de cours à Erevan. Avec L. V. Mirzoyan, A. T. Kalloghlian et H. M. Tovmassian, il est co-auteur du manuel Astronomie pour les écoles secondaires (trois éditions en 1970, 1971 et 1973),. En 1967, il devient chercheur principal à l'Observatoire d'astrophysique de Byurakan.
En 1977, Arakelian soutient sa deuxième thèse de doctorat à Université d'État de Moscou (MSU) et devient docteur en sciences. En 1982, il est élu directeur du département d'astrophysique et de physique théorique de l'Université pédagogique d’État d’Arménie.
Arakelian meurt le 20 janvier 1983 à Moscou à l'âge de 54 ans.

## Prix et distinctions
- En 1973, Arakelian devient membre de l'Union astronomique internationale et rejoint la Commission n°28 « Galaxies »[1],[3]
- Les 621 galaxies de son catalogue de galaxies à haute luminosité de surface sont désignées comme « galaxies arakéliennes » et portent la désignation « ARK » ou « Akn » comme les galaxies ARK 120 (Akn 120, UGC 03271) et ARK 564 (Akn 564, UGC 12163)[1].